# دانیل پناک
دانیل پناک (به فرانسوی: Daniel Pennac) زادهٔ ۱ دسامبر ۱۹۴۴ در کازابلانکا، نویسنده ادبی و فیلم‌نامه‌نویس معاصر فرانسوی است. وی در سال ۲۰۰۷، جایزه جایزه رنودو را به خاطر رمان غم مدرسه (Chagrin d’école) دریافت کرد.

## آثار
- چشم گرگ (L’œil du loup)
- فرار از قطب (L′évasion de Kamo)
- فکر بکر احمقانه (Kamo, l'idée du siècle)
- کامو و مؤسسهٔ بابل (Kamo: l'agence Babel)
- همچون یک داستان (Comme un roman)
- انشای قاتل (Kamo et moi)